# Endelus collaris
Endelus collaris es una especie de escarabajo del género Endelus, familia Buprestidae. Fue descrita científicamente por Saunders en 1873.

## Distribución geográfica
Se han registrado especies en Japón y China Taipéi.